# Resolutie 792 Veiligheidsraad Verenigde Naties
Resolutie 792 van de Veiligheidsraad van de Verenigde Naties werd op 30 november 1992 aangenomen. Dit gebeurde met veertien stemmen voor en één onthouding van China.

## Achtergrond
In 1979 werd na de val van het Rode Khmer-regime en met steun van Vietnam en de Sovjet-Unie de Volksrepubliek Kampuchea opgericht. Dit land werd gedurende het volgende decennium door Vietnam gecontroleerd
via een marionettenregering. Die werd gedurende dat decennium bevochten door een regering in ballingschap die bestond uit de koningsgezinde FUNCINPEC, de Rode Khmer en het in 1982 gevormde Nationaal Volksbevrijdingsfront.
In augustus 1989 kwamen de vier partijen en vertegenwoordigers van achttien landen bijeen in de door de Verenigde Naties gesponsorde Conferentie van Parijs. Toen er eindelijk een finaal akkoord in zicht was, werd
de VN-Vooruitgangsmissie in Cambodja (UNAMIC) opgericht om toe te zien op de naleving van het staakt-het-vuren. De missie bereidde ook de komst van de VN-Overgangsautoriteit (UNTAC) voor die de in Parijs gesloten akkoorden
in de praktijk moest brengen.

## Inhoud

### Waarnemingen
De Veiligheidsraad bevestigde dat de Akkoorden van Parijs moesten worden uitgevoerd volgens het bestaande schema. In april-mei 1993 moesten verkiezingen plaatsvinden. Daarna moest er een grondwet aangenomen worden en
een nieuwe regering gevormd worden. Hiervoor moesten alle betrokkenen in contact blijven. De Cambodjanen hadden het recht om via deze verkiezingen over hun eigen politieke toekomst te beslissen.
De vooruitgang bij het registreren van kiesgerechtigden werd verwelkomd. Ook de inspanningen van de VN-Overgangsautoriteit UNTAC om de banden met de Nationale Hogeraad te versterken, toe te zien op het bestuur en akkoorden te verzekeren over de verkiezingen, grondstoffen, rehabilitatie, erfgoed, mensenrechten, buitenlandse inwoners en inwijkelingen werden verwelkomd.
Het feit dat de Partij van Democratisch Kampuchea (PDK) haar verplichtingen onder de akkoorden – en zeker UNTAC-toegang door de door die partij gecontroleerde gebieden voor het registreren van stemgerechtigden – niet nakwam, werd betreurd. Recente schendingen van het staakt-het-vuren werden eveneens betreurd en aanvallen tegen UNTAC en bijzonder op UNTAC-helikopters en registratiepersoneel voor de verkiezingen werden veroordeeld.

### Handelingen
Er werd bevestigd dat de verkiezingen zeker tegen mei 1993 moesten plaatsvinden. Alle Cambodjaanse partijen werden aangespoord om samen te werken met UNTAC, met het oog op neutrale politieke omstandigheden zodat de verkiezingen vrij, eerlijk en geweldloos zouden zijn. 
De Raad veroordeelde ook opnieuw de PDK en eiste dat die haar verplichtingen zou nakomen. Er werd ook opgeroepen om, zoals bepaald in de Akkoorden van Parijs, geen olieproducten te leveren aan gebieden die gecontroleerd worden door een partij die de militaire voorwaarden uit die akkoorden niet naleefde.
De Veiligheidsraad steunde ook de beslissing van de Nationale Hogeraad van Cambodja van 2 september 1992, om een moratorium in te stellen op de uitvoer van hout teneinde de natuurlijke rijkdommen van het land te beschermen.
De Veiligheidsraad verzocht de Hogeraad om dit ook te doen voor mineralen en edelstenen. Er werd ook toe opgeroepen dat alle partijen het staakt-het-vuren zouden respecteren, waarop UNTAC moest toezien.

## Verwante resoluties
- Resolutie 766 Veiligheidsraad Verenigde Naties
- Resolutie 783 Veiligheidsraad Verenigde Naties
- Resolutie 810 Veiligheidsraad Verenigde Naties (1993)
- Resolutie 826 Veiligheidsraad Verenigde Naties (1993)

Lijst ·  726 ·  727 ·  728 ·  729 ·  730 ·  731 ·  732 ·  733 ·  734 ·  735 ·  736 ·  737 ·  738 ·  739 ·  740 ·  741 ·  742 ·  743 ·  744 ·  745 ·  746 ·  747 ·  748 ·  749 ·  750 ·  751 ·  752 ·  753 ·  754 ·  755 ·  756 ·  757 ·  758 ·  759 ·  760 ·  761 ·  762 ·  763 ·  764 ·  765 ·  766 ·  767 ·  768 ·  769 ·  770 ·  771 ·  772 ·  773 ·  774 ·  775 ·  776 ·  777 ·  778 ·  779 ·  780 ·  781 ·  782 ·  783 ·  784 ·  785 ·  786 ·  787 ·  788 ·  789 ·  790 ·  791 ·  792 ·  793 ·  794 ·  795 ·  796 ·  797 ·  798 ·  799